# Our Man Higgins
Our Man Higgins är en 34 avsnitt lång situationskomedi, och handlar om en engelsk butler, spelad av Stanley Holloway, som arbetar hos en förortsfamilj i USA, vilket resulterar i kulturkrockar. En Screen Gems presentation, Our Man Higgins visades i ABC under perioden 3 oktober 1962-17 maj 1963. Sommarrepriser följde fram till 11 september samma år.